# Gobionotothen barsukovi
Gobionotothen barsukovi är en fiskart som beskrevs av Balushkin, 1991. Gobionotothen barsukovi ingår i släktet Gobionotothen och familjen Nototheniidae. Inga underarter finns listade i Catalogue of Life.